# Puhi
Puhi és una concentració de població designada pel cens dels Estats Units a l'estat de Hawaii. Segons el cens del 2000 tenia 1.186 habitants.

## Demografia
Segons el cens del 2000, Puhi tenia 1.186 habitants, 285 habitatges, i 255 famílies La densitat de població era de 1285,22 habitants per km².
Dels 285 habitatges en un 37,9% hi vivien nens de menys de 18 anys, en un 71,2% hi vivien parelles casades, en un 10,2% dones solteres, i en un 10,5% no eren unitats familiars. En el 6,3% dels habitatges hi vivien persones soles el 2,8% de les quals corresponia a persones de 65 anys o més que vivien soles. El nombre mitjà de persones vivint en cada habitatge era de 4,16 i el nombre mitjà de persones que vivien en cada família era de 4,13.
Per edats la població es repartia de la següent manera: un 26,7% tenia menys de 18 anys, un 10,2% entre 18 i 24, un 27,3% entre 25 i 44, un 20,7% de 45 a 64 i un 15,1% 65 anys o més.
L'edat mediana era de 36,0 anys. Per cada 100 dones hi havia 97,34 homes. Per cada 100 dones de 18 o més anys hi havia 103,04 homes.
La renda mediana per habitatge era de 51.563 $ i la renda mediana per família de 50.000 $. Els homes tenien una renda mediana de 27.625 $ mentre que les dones 22.933 $. La renda per capita de la població era de 16.175 $. Aproximadament el 4,5% de les famílies i el 7,2% de la població estaven per davall del llindar de pobresa.

## Poblacions més properes
El següent diagrama mostra les poblacions més properes.